# Richard Arkwright
Sir Richard Arkwright (23. prosince 1732, Preston, Lancashire – 3. srpna 1792, Cromford) byl anglický podnikatel a vynálezce textilních strojů. Je považován za zakladatele textilní průmyslové výroby a za jednu z nejdůležitějších postav průmyslové revoluce v Anglii.

## Život

### Původ, vzdělání a osobní život
Narodil se jako třinácté dítě v rodině krejčího Thomase Arkwrighta. Rodiče si nemohli dovolit školné, proto se učil číst a psát jen u své sestřenice. Richard se vyučil kadeřníkem a kolem roku 1750 začal v Boltonu jako kadeřník a parukář se samostatnou živností. V roce 1755 se oženil, jeho první žena zemřela krátce po narození syna Richarda (1755–1843) a v roce 1761 se oženil podruhé s Margaretou Biggins (1723–1811).

### Vynálezce Arkwright

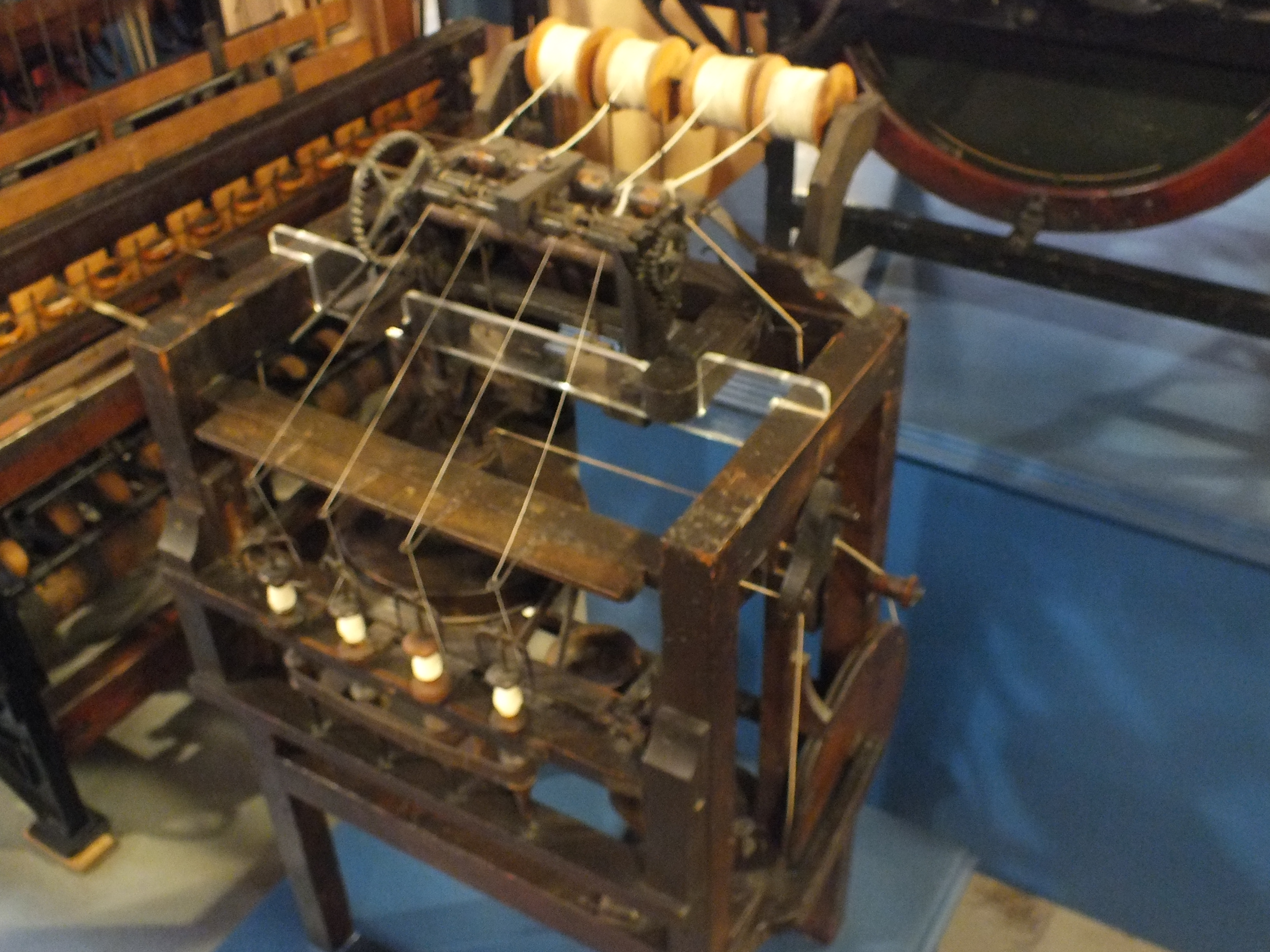
Model stroje waterframe (muzeum v Manchesteru)

Asi od začátku 60. let se Arkwrightův zájem soustředil na vývoj konstrukce strojů na předení bavlny. Ve spolupráci s hodinářem Johnem Kayem vyvinul dopřádací stroj waterframe, který si nechal v roce 1769 patentovat. Od dosavadních vynálezů se waterframe lišil zejména tím, že na něm jednotlivé fáze předení probíhaly nepřetržitě a vzniklá příze byla velmi pevná. V roce 1775 si nechal Arkwright patentovat víčkový mykací stroj. Bylo to zlepšení ručně poháněného zařízení podle vynálezu Paula Lewise z roku 1748. Arkwright opatřil mykačku snímacím hřebenem a ke svému patentu z roku 1775 (údajně) přidal zařízení na posukování a družení pramene vláken i na výrobu přástu.
Dřívější zaměstnavatel Arkrightova spolupracovníka Kaye vynálezce Thomas Highs obvinil Arkwrighta a Kaye, že použili bez dovolení ke konstrukci stroje waterframe jeho, Highsovy výkresy. V roce 1785 uznal soud Highsovo obvinění a Arkwrightovi bylo odebráno patentní právo jak na dopřádací tak i na mykací stroj. V té době byl však Arkwright už všeobecně uznáván jako úspěšný podnikatel a v roce 1786 povýšen britským králem do rytířského stavu.

### Podnikatelská činnost

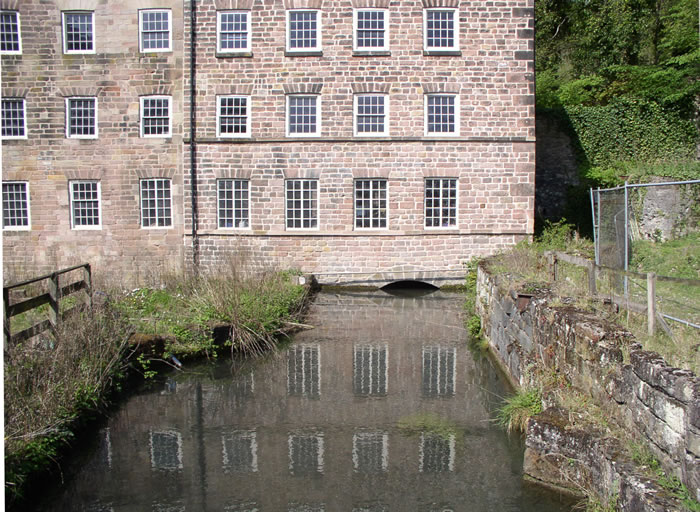
Část přádelny v Cromfordu (stavba z roku 1771) s přítokem pro vodní kolo

V roce 1770 uzavřel smlouvu s partnery Struttem a Needem, kteří se podíleli s celkovou částkou 500 liber šterlinků na projektu zřízení první továrny na světě na mechanické předení bavlny. V roce 1771 postavili na řece Derwent ve vesnici Cromford pětipodlažní budovu o rozměrech 29 × 9 m. Na celkové ploše cca 1 300 m² umístil stroje vlastní konstrukce poháněné vodním kolem. Jejich obsluha byla poměrně jednoduchá, v přádelně bylo zaměstnáno až 600 dělníků, z toho asi 2/3 dětí.
V cromfordské továrně vyráběl Arkwright původně příze na punčochy (jeho partner Strutt byl majitelem pletárny), později se však zaměřil na osnovní příze pro kartouny. Prodej příze byl velmi úspěšný a značné částky vydělával také na prodeji licencí za použití jeho patentů. V roce 1781 skončilo jeho obchodní partnerství se Struttem a Needem, Arkwright však dále podnikal ještě intenzivněji. V 80. letech zřídil několik továren v anglických hrabstvích Lancashire a Staffordshire i ve Skotsku. Když v roce 1792 zemřel, obnášelo jeho jmění asi půl milionu £ (v přepočtu na kurs v 21. století = 200 milionů £).

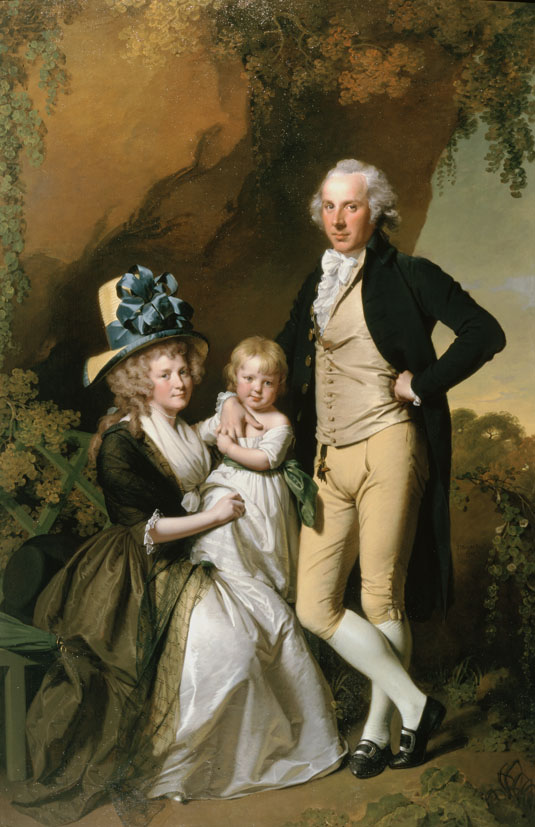
Richard Arkwright junior s manželkou a dcerou (1790)

Arkwrightův syn Richard Arkwright junior zdědil, vedl a dále velmi úspěšně rozvíjel všechny otcovy továrny. Věnoval se hlavně zlepšování organizace práce lidí a strojů v textilní výrobě. V roce 1799 dosáhlo jeho jmění téměř milionu £ (v přepočtu na rok 2019 = 287 milionů £).